# ProFans
ProFans war ein unabhängiges, bundesweites Bündnis aktiver Fan- und Ultragruppen in Deutschland. Im Januar 2013 waren bei ProFans etwa 48 Gruppen aus allen Teilen des Landes engagiert. Hervorgegangen ist ProFans aus dem 2001 ins Leben gerufenen Vorgängerbündnis „Pro 15:30“, das sich vor allem dem Thema der fangerechten Anstoßzeiten angenommen hatte.
In einer Pressemitteilung gab das Bündnis am 14. Januar 2023 seine Auflösung bekannt.

## Selbstverständnis
ProFans sah sich als bundesweite Interessenvertretung für aktive Fan- und Ultragruppen und deren Belange in Deutschland. Das vordergründige Ziel der gemeinsamen Arbeit war der Einsatz „Zum Erhalt der Fankultur“. Dabei diente ProFans in erster Linie als:
- Austausch-Forum über die (aktuellen) Situationen in den Fan- und Ultraszenen, an den verschiedenen Standorten
- Plattform der Organisation und Koordination von gemeinsamen, fanszeneübergreifenden Aktionen in und außerhalb der Stadien
- kontinuierliche Repräsentation der aktiven Fanszenen im Dialog mit den Fußball-Verbänden (etwa in der AG Fanbelange & Fanarbeit beim DFB)
- fanszenenübergreifendes Sprachrohr in den Medien (koordinierte, aufklärungsorientierte Öffentlichkeitsarbeit)

ProFans arbeitete ausschließlich ehrenamtlich und finanzierte sich über Spendenbeiträge der beteiligten Gruppen. Besonders aufgrund von Versuchen von Einflussnahme durch Neonazis auf die aktiven Fanszenen, betonte ProFans ausdrücklich den von allen beteiligten Gruppen vereinbarten antirassistischen Grundkonsens.

## Leitfaden
Als Leitfaden der fanpolitischen Arbeit diente der sogenannte „8-Punkte-Plan“, der auf einem Treffen der bei ProFans angeschlossenen Gruppen im Jahr 2009 in Hannover beschlossen wurde. Auch zu relevanten fanpolitischen Themen existierten feste Positionspapiere. Besondere Themen sind etwa die Debatte um „fangerechte Anstoßzeiten“, um „Stadionverbote“, die „Datei Gewalttäter Sport“, „Verhalten in Polizeigewahrsam“ oder die „maßlose Kommerzialisierung des Fußballs“.

## Fanpolitisches Netzwerk
ProFans war bemüht, den direkten Austausch mit weiteren (ehrenamtlich) fanpolitisch aktiven Organisationen/Bündnissen und Gruppen zu pflegen. Die Voraussetzung für eine direkte Zusammenarbeit bestand in der grundsätzlichen Übereinstimmung im Selbstverständnis von ProFans und der Zielsetzung (Leitfaden) in den einzelnen Themen. ProFans steht im ständigen Kontakt mit Unsere Kurve (UK), Bündnis aktiver Fußballfans (BAFF), Kein Zwanni für’n Steher, Fanrechtefonds, Netzwerk Frauen im Fußball, Queer Football Fanclubs (QFF).
Verbindungen bestanden darüber hinaus ebenfalls zu temporären Aktionsbündnissen wie etwa „Pyrotechnik Legalisieren – Emotionen Respektieren“.
ProFans vertrat eine breite Auswahl fanpolitischer Themen. Eine stärkere Vernetzung zu weiteren Bündnispartnern stellte ein Ziel von ProFans dar. Die Vermeidung von Parallelstrukturen und eine damit einhergehende Schwächung der fanpolitisch aktiven Kräfte, war im Sinne des Einsatzes zum Erhalt der Fankultur ein weiteres Tätigkeitsfeld der Organisation.
Über den Dialog mit den Fußball-Verbänden hinaus bestand ebenfalls ein reger Austausch zu weiteren wichtigen amtlichen Beteiligten am Diskurs rund um das Thema Fankultur: Koordinationsstelle der Fanprojekte (KOS); Bundesarbeitsgemeinschaft der Fanprojekte (BAG); Arbeitsgemeinschaft Fananwälte; Sprecher der Fanbeauftragten; einzelne Wissenschaftler und Politiker.
Den Sinn eines als seitens des DFB nicht ernsthaft und ergebnisorientiert geführt empfundenen Fandialogs infrage stellend, verließ ProFans im Oktober 2015 gemeinsam mit weiteren Fanorganisationen die für den Dialog eingerichtete Arbeitsgruppe des DFB und kehrte auch nach deren Reorganisation nicht dorthin zurück. Seither versuchte ProFans verstärkt über die Einflussnahme der Mitglieder in ihren Vereinen und über Öffentlichkeitsarbeit den Faninteressen größere Geltung zu verschaffen.